# Sekundärstruktur
Sekundärstruktur (2°-struktur) i proteiner uppstår genom inter- eller intramolekylära vätebindningar mellan peptidbindningarnas atomer, mellan karboxylgruppens dubbelbundna syre och väteatomen som är bunden till peptidbindningens kväve. De vanligast förekommande sekundärstrukturerna är alfa-helix, betaflak och 310-helix (pi-helix finns i teorin men har ännu inte observerats).
På grund av sina vätebindningar är huvudkedjan hydrofob och det är sidokedjorna som bestämmer proteinets vattenlöslighet.